# Приёмы пропаганды
Пропаганда побуждает людей совершать определённые действия или принимать требуемое мнение. Институт анализа пропаганды выделил несколько ключевых приёмов, которые могут при этом использоваться, в том числе:
- Манипуляция общественным мнением
- Пропагандистское клише
- Модные слова
- Промывание мозгов
- Демагогия (Ad hominem, аргумент к человеку)
- Большая ложь
- Навешивание ярлыков

Пропагандисты используют приём навешивания ярлыков для того, чтобы вызвать у публики страх или предубеждение по какому-либо поводу. Целью этого является создание негативного мнения об определённой группе или определённых идеях. С помощью этого метода провоцируются выводы, не основанные на беспристрастном анализе фактов.
- Блистательная неопределенность

Термин «Блистательная неопределенность» обозначает использование по отношению к чему-либо эмоционально привлекательных слов, не являющихся при этом конкретным аргументом или анализом.
- Перенос

При использовании этого приёма позитивные или негативные качества человека или вещи переносятся на кого-то или что-то другое. Примером визуального использования этой техники является наложение каких-либо символов на сторонние изображения.
- Ссылка на авторитеты

При использовании приёма «ссылка на авторитеты» цитируются (частично вне контекста) высказывания, поддерживающие или отвергающие определённую политику, программу, личность и т. д. При этом эксплуатируется репутация человека, являющегося источником цитаты. Целью этого является идентификация публики с авторитетом и принятие предлагаемого мнения. Частный, но широко не рассматриваемый вид приёма — «ложные цитаты». В этом случае нужная пропагандисту мысль доносится в виде мнения известной личности, которая не озвучивалась публично и не публиковалась ни в произведениях, ни в дневниках, ни в частных переписках. Так, например, Ивану Бунину приписываются слова: «я с ужасом думаю, кого нарожает это пьяное кровавое быдло, захватившее власть в России и что будет с моей страной через два-три поколения…», Федору Достоевскому: «если кто погубит Россию, то это будут не коммунисты, не анархисты, а проклятые либералы…», а Маргарет Тэтчер: «русских должно остаться около 15 миллионов, минимальное количество, достаточное для того, чтобы добывать сырьевые ресурсы и обслуживать газо- и нефтепроводы».
- Игра в простонародность

При использовании «игры в простонародность» производится попытка убеждения публики в том, что говорящий — это человек, которому данная публика может доверять, и что говорящий борется за её интересы. Для этого говорящий использует в своей речи типичный стиль данной целевой аудитории.
- Фургон с оркестром и подобные

Приёмы «фургон с оркестром» и «неизбежная победа» являются попыткой убедить целевую аудиторию присоединиться к той группе, от имени которой высказывается пропагандист и действовать «так, как действует каждый». При использовании приёма «неизбежная победа» публику призывают присоединиться к тем, кто уже находится на пути к верной победе. Те, кто уже присоединился к пропагандируемой группе, дополнительно утверждаются в вере в то, что они действуют правильно. Приём «влейся в толпу» используется для убеждения публики в том, что пропагандируемое высказывание является выражением воли неодолимого массового движения, и что в её собственных интересах влиться в это движение.